# راتشبول نوانو
راتشبول نوانو (بالتايلندية: รัชพล นาวันโน)‏ (28 أبريل 1986 بمحافظة تشاينات في تايلاند - ) هو لاعب كرة قدم تايلندي في مركز الوسط. شارك مع منتخب تايلاند لكرة القدم. أما مع النوادي، فقد لعب مع Chainat Hornbill F.C. ‏ وNakhon Pathom United F.C. ‏.

## روابط خارجية
- راتشبول نوانو على موقع قاعدة بيانات كرة القدم.إي يو (الإنجليزية)
- راتشبول نوانو على موقع ناشيونال فوتبول تيمز (الإنجليزية)
- راتشبول نوانو على موقع Soccerway.com (الإنجليزية)
- راتشبول نوانو على موقع عالم كرة القدم.نت (الإنجليزية)